# Eonycteris major
Il pipistrello mattutino maggiore (Eonycteris major  Andersen, 1910) è un pipistrello appartenente alla famiglia degli Pteropodidi, endemico del Borneo

## Descrizione

### Dimensioni
Pipistrello di medie dimensioni con lunghezza dell'avambraccio tra 81 e 86 mm, la lunghezza della testa e del corpo tra 143 e 145 mm, la lunghezza della coda tra 16 e 28 mm e un peso fino a 95 g.

### Aspetto
Il colore del dorso è marrone scuro, più scuro sulla testa, mentre le parti ventrali sono più chiare. Il muso è lungo ed affusolato, gli occhi sono grandi. Le orecchie sono lunghe ed appuntite. È privo delle ghiandole anali, presenti invece nelle specie affini. Le membrane alari sono attaccate posteriormente all'estremità dei metatarsi tra il primo e secondo dito. La coda è lunga mentre l'uropatagio è ridotto ad una sottile membrana lungo la parte interna degli arti inferiori.

## Biologia

### Comportamento
Si rifugia nelle grotte calcaree vicino a parchi o giardini comprendenti alberi di Banano.

## Distribuzione e habitat
Questa specie è diffusa nel Borneo. Gli esemplari dell'Isola di Pagai del nord, assegnati precedentemente a questa specie, potrebbero invece appartenere a una sottospecie più grande di E.spelaea.

## Conservazione
La IUCN Red List, considerato che la specie è stata catturata raramente e sono scarse le conoscenze sul proprio habitat e stile di vita, classifica E.major come specie con dati insufficienti (DD).